# پری (افسانه‌های ایرانی)
پَری از موجودات خیالی و افسانه‌ای دارای بال و پَر، در فرهنگ مردم ایران، آسیای جنوبی و آسیای میانه است. نام سرزمین پریان در آثار اسطوره‌ای، پریستان در کوه قاف (آسیای مقدم) است. در آغاز هزارهٔ یکم پ. م. بخشی از اینجا موطن اسکیت‌های اشکودا بود.
پری در اوستا موجودی اهریمنی است (همانند فری) که مردم را می‌فریبد، اما در فرهنگ ایرانیان پس از اسلام، پریان موجودات خوب و دوست داشتنی هستند که مردم نیکوکار و خوش نیت را دوست دارند و آن‌ها را به خوشبختی و کامروایی می‌رسانند.

## پریان در منابع گوناگون

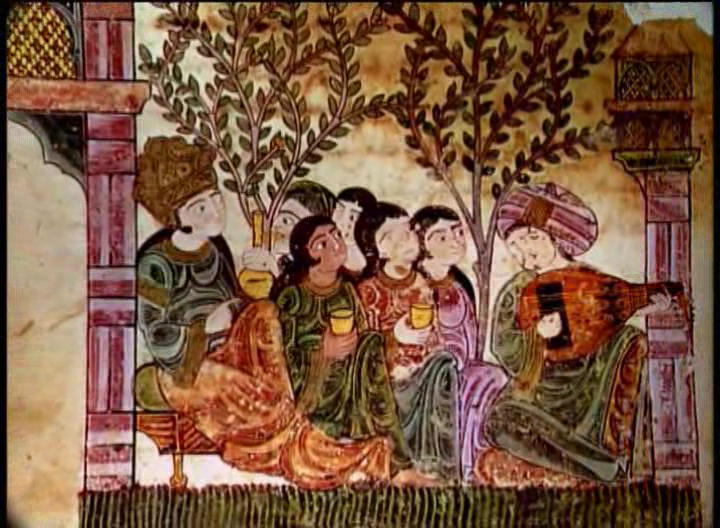
مجلس بزم و نوازنده عود

پری در اوستا موجودی اهریمنی است و از آن به صورت زنی بسیار زیبا و فریبنده یاد شده که با پنهان و آشکار شدن پی در پی و تغییر شکل‌های گوناگون، مردم را می‌فریبد و به بیراهه می‌کشاند یا موجب دیوانگی آنان می‌شود. پری از آتش می‌گریزد، بنابراین، برای شناختن یا فرار دادن پریان بدکار باید پیوسته آتش در خانه روشن بماند. همچنین فلزات و چیزهای نوک تیز موجب فرار پریان است.
در هفت خوان‌های رستم و اسفندیار، زنی زیبا و آراسته در حالی که عود می‌نوازد به پهلوان نزدیک می‌شود و او را به شادخواری و شادکامی دعوت می‌کند. اما هر دو پهلوان او را می‌شناسند و در نبرد او را می‌کشند.
پریان در فرهنگ ایرانیان پس از اسلام، موجودات خوب و دوست داشتنی هستند که مردم نیکوکار و خوش نیت را دوست دارند و آن‌ها را به خوشبختی و کامروایی می‌رسانند. پادشاه پریان مردی نیک و آزاده است و دختر و پسر شاه پریان رمزی از کمال، زیبائی، ثروت و خوشبختی هستند که هر دختر و پسر جوان آرزوی همسری ایشان را دارد. داستان پری زیبائی که بخت را تقسیم می‌کرد در داستان‌های مربوط به جمشید شاه آمده است.
در اساطیر ایرانی، پری‌ها از نسل فرشتگان تبعیدی از بهشت هستند که در صورت توبه کردن به بهشت باز می‌گردند. در منابع قدیمی تر آن‌ها عاملان شیاطین بودند ولی در منابع جدیدتر تبدیل به موجودات غیر شر شدند. پری‌ها موجوداتی بالدار، بسیار دلنشین و با ظاهر فرشته آفریده شده‌اند. در طبقه‌بندی موجودات اسطوره‌ای، آن‌ها آفریده‌هایی مابین فرشته و ارواح شیطانی هستند. پری‌ها گاهی اوقات برای ملاقاتهایی به دنیای میرا (جهان ما) مسافرت می‌کنند.
پری‌ها هدف سطح پایین موجودات شروری به نام دیوسان بودند. دیوسانان با حبس پری‌ها در قفس‌های آهنین، اقدام به آزار آن‌ها می‌کردند. این آزارها بعلاوه عدم اعتماد به نفس خود پریان، باعث می‌شد که آن‌ها هم به صف مبارزان با خوبی به پیوندند.
در شعر پری و بهشت توماس مور شاعر ایرلندی، در قسمت لاله رخ، یک پری اجازه بازگشت به بهشت را بعد از سه بار تلاش در دادن هدیه‌ای به فرشته محبوب خدا بدست می‌آورد.
اولین تلاش این است که آخرین شرابی که لیبرا با خون قلبی که برای او شکسته و از آن شرابی برای خدا درست کرده را پیدا کرده و هدیه دهد. این خون باید از متعلق به سرباز جوانی که برای حفظ جان محمود اورنگ‌زیب (ششمین پادشاه مغول هند در سده ۱۷–۱۸ میلادی) کشته شده‌است، باشد.
هدیه بعدی، یک نگاه پاک و ناب از یک عشق از خود گذشته. آهی که باید ربوده شود باید از لب‌های دختری باکره و در حال مرگ با عشقش در ریونذوری بوسیله طاعون باشد نه اینکه ترجیح دهد در تبعید از عشقش با بیماری زنده بماند.
سومین و آخرین هدیه، اشک یک پیر مرد شیطانی در حال دیدن عبادت یک کودک در خرابه‌های معبد خورشید در بعلبک لبنان است.
مداخله پریان در دنیای فناپذیر به صورت اپرایی فکاهی توسط گیلبرت و سالیوان در سال ۱۸۸۲ زیر عنوان «همزادها و پری‌ها» ساخته شد.
در ادامه درکتاب جغرافیای اداری هخامنشیان انتوبین ترجمـه همايون صنعتی زاده بخشی درجنوب ایران حاشیه زاگرس جنوبی موطن یک قوم بنام پری کانی ها بوده است که آنرا پارگان به فارغان تبدیل شده منبع نگاهی اجمالی بر جغرافیای تاریخ فارغان زمین.